# Alan Brown (Rennfahrer)
Alan Everest Brown (* 20. November 1919 in Malton, Yorkshire; † 20. Januar 2004 in Guildford, Surrey) war ein britischer Automobilrennfahrer und Rennteambesitzer.

## Karriere
Eigentlich war Brown im bürgerlichen Leben Autoverkäufer einer LKW-Vertretung von Dennis Motors in Guildford, doch machte er sich schnell einen Namen als einer der schnellsten Fahrer in der 500-cm3-Formel-3-Szene nach dem Zweiten Weltkrieg, indem er 1951 den Großen Preis von Luxemburg in einem Cooper gewann.
Da die folgende Automobil-Weltmeisterschaft 1952 nach dem bisherigen Formel-2-Reglement ausgeschrieben worden war, meldete sich auch Brown als einer der insgesamt 80 Fahrer an. In dem gegenüber den Ferrari etwas zerbrechlich wirkenden Cooper T20-Bristol, der in der Praxis jedoch äußerst robust war, erreichte er beim Großen Preis von Bremgarten einen fünften Platz.
Da Brown weniger durch seine Grundschnelligkeit, als durch seine Zuverlässigkeit hervorstach, betraute ihn der Industrielle Tony Vandervell mit den ersten Testfahrten des neuen Vanwalls auf dem Odiham Flugplatz in Hampshire. Alan vertraute man den Monoposto auch für das Renndebüt 1954 bei der Silverstone International Trophy an. Die späteren Erfolge des englischen Ferrari sollten jedoch andere Fahrer einfahren.
Daraufhin bestritt Brown nur noch sporadische Renneinsätze mit einem Connaught, dann mit einem Jaguar D-Type bei Sportwagenrennen, um sich 1956 als Fahrer vom Rennsport zu verabschieden, dem er von nun an als Teambesitzer treu blieb.

## Statistik

### Statistik in der Automobil-Weltmeisterschaft

#### Gesamtübersicht
| Saison | Team               | Chassis    | Motor          | Rennen | Siege | Zweiter | Dritter | Poles | schn. Rennrunden | Punkte | WM-Pos. |
| ------ | ------------------ | ---------- | -------------- | ------ | ----- | ------- | ------- | ----- | ---------------- | ------ | ------- |
| 1952   | Ecurie Richmond    | Cooper T20 | Bristol 2.0 L6 | 4      | −     | −       | −       | −     | −                | 2      | 16.     |
| 1953   | Cooper Car Company | Cooper T20 | Bristol 2.0 L6 | 1      | −     | −       | −       | −     | −                | −      | NC      |
| 1953   | RJ Chase           | Cooper T23 | Bristol 2.0 L6 | 1      | −     | −       | −       | −     | −                | −      | NC      |
| 1953   | Equipe Anglaise    | Cooper T23 | Bristol 2.0 L6 | 2      | −     | −       | −       | −     | −                | −      | NC      |
| Gesamt | Gesamt             | Gesamt     | Gesamt         | 8      | −     | −       | −       | −     | −                | 2      |         |

#### Einzelergebnisse
| Saison | 1 | 2 | 3 | 4   | 5   | 6   | 7  | 8  | 9 |
| ------ | - | - | - | --- | --- | --- | -- | -- | - |
| 1952   |   |   |   |     |     |     |    |    |   |
| 5      |   | 6 |   | 22  |     |     | 15 |    |   |
| 1953   |   |   |   |     |     |     |    |    |   |
| 9      |   |   |   |     | DNF | DNF |    | 12 |   |
| 1954   |   |   |   |     |     |     |    |    |   |
|        |   |   |   | DNS |     |     |    |    |   |

| Legende  | Legende            | Legende                                                          |
| Farbe    | Abkürzung          | Bedeutung                                                        |
| -------- | ------------------ | ---------------------------------------------------------------- |
| Gold     | –                  | Sieg                                                             |
| Silber   | –                  | 2. Platz                                                         |
| Bronze   | –                  | 3. Platz                                                         |
| Grün     | –                  | Platzierung in den Punkten                                       |
| Blau     | –                  | Klassifiziert außerhalb der Punkteränge                          |
| Violett  | DNF                | Rennen nicht beendet (did not finish)                            |
| Violett  | NC                 | nicht klassifiziert (not classified)                             |
| Rot      | DNQ                | nicht qualifiziert (did not qualify)                             |
| Rot      | DNPQ               | in Vorqualifikation gescheitert (did not pre-qualify)            |
| Schwarz  | DSQ                | disqualifiziert (disqualified)                                   |
| Weiß     | DNS                | nicht am Start (did not start)                                   |
| Weiß     | WD                 | zurückgezogen (withdrawn)                                        |
| Hellblau | PO                 | nur am Training teilgenommen (practiced only)                    |
| Hellblau | TD                 | Freitags-Testfahrer (test driver)                                |
| ohne     | DNP                | nicht am Training teilgenommen (did not practice)                |
| ohne     | INJ                | verletzt oder krank (injured)                                    |
| ohne     | EX                 | ausgeschlossen (excluded)                                        |
| ohne     | DNA                | nicht erschienen (did not arrive)                                |
| ohne     | C                  | Rennen abgesagt (cancelled)                                      |
| ohne     | keine WM-Teilnahme |                                                                  |
| sonstige | P/fett             | Pole-Position                                                    |
| sonstige | 1/2/3/4/5/6/7/8    | Punktplatzierung im Sprint-/Qualifikationsrennen                 |
| sonstige | SR/kursiv          | Schnellste Rennrunde                                             |
| sonstige | *                  | nicht im Ziel, aufgrund der zurückgelegten Distanz aber gewertet |
| sonstige | ()                 | Streichresultate                                                 |
| sonstige | unterstrichen      | Führender in der Gesamtwertung                                   |

### Einzelergebnisse in der Sportwagen-Weltmeisterschaft
| Saison | Team            | Rennwagen  | 1   | 2   | 3   | 4   | 5   | 6   | 7   |
| ------ | --------------- | ---------- | --- | --- | --- | --- | --- | --- | --- |
| 1953   | Equipe Anglaise | Cooper T25 | SEB | MIM | LEM | SPA | NÜR | RTT | CAP |
| 1953   | Equipe Anglaise | Cooper T25 |     | 16  |     |     |     |     |     |
| 1954   | Robert Chase    | Cooper T29 | BUA | SEB | MIM | LEM | RTT | CAP |     |
| 1954   | Robert Chase    | Cooper T29 |     | 10  |     |     |     |     |     |